# Skálholtsbók
Skálholtsbók (Skálholtsbogen), Reykjavík, AM 557 4to er et islandsk sagamanuskript. Den bevarede version er i fragmenter: tre samlinger af otte sider og tyve individuelle sider er gået tabt, og kun 48 sider er tilbage. Ikke desto mindre indeholder det hele Valdimars saga, Gunnlaugs Ormstunges saga, Hallfreðar saga vandræðaskálds, Hrafns saga Sveinbjarnarsonar, Eiríks saga rauða (komplet), Rögnvalds þáttur og Rauðs (komplet), Dámusta saga, Hróa þáttur heimska, Eiríks saga víðförla, Stúfs saga (komplet), Karls þáttur vesæla (komplet) og Sveinka þáttur. Den er givetvis skrevet af Ólafur Loftsson (død ca. 1458), søn af Loftur ríki Guttormsson, i den nordlige del af Island omkring 1420.